# فردریش چرها
فردریش چِرها (به آلمانی: Friedrich Cerha)؛ زادهٔ ۱۷ فوریهٔ ۱۹۲۶) رهبر (موسیقی)، و آهنگساز اهل اتریش است.

## زندگی
چِرها در وین متولد شد. هنگامی که ۱۷ سال داشت، مجبور شد به نیروی هوایی بپیوند و به حومه کشور در مرز با وین برود. پس از گذراندن یک ترم در دانشگاه وین، وی به مدرسه افسر در دانمارک اعزام شد.
تحصیلات خود را در آکادمی موسیقی وین (ویولن، آهنگسازی، طراحی موسیقی) و در دانشگاه وین (علوم موسیقی، فرهنگ و زبان آلمانی، فلسفه) انجام داد.
چِرها به‌عنوان مترجم آثار آلبان برگ، آرنولد شونبرگ و آنتون وبرن شهرت فراوانی کسب کرد.